# Nižný Mirošov
Nižný Mirošov es un municipio del distrito de Svidník en la región de Prešov, Eslovaquia, con una población estimada a final del año 2024 de 265 habitantes.
Se encuentra ubicado en el centro-norte de la región, cerca del río Ondava (cuenca hidrográfica del río Tisza) y de la frontera con  Polonia.

## Demografía
| Año        | 1994 | 2004     | 2014    | 2024    |
| ---------- | ---- | -------- | ------- | ------- |
| Población  | 220  | 257      | 258     | 265     |
| Diferencia |      | +16,81 % | +0,38 % | +2,71 % |

| Año        | 2023 | 2024    |
| ---------- | ---- | ------- |
| Población  | 259  | 265     |
| Diferencia |      | +2,31 % |